# Probertite
La probertite est un minéral borate hydraté de la famille des ino-pentaborates. Les cristaux de probertite sont d'apparence vitreuse, transparents à blancs, voire jaune pâle. Ils ont une formule chimique NaCa[B5O7(OH)4]·3H2O et se présentent sous différentes formes, notamment en rosettes, groupes radiaux d'aiguilles, ou lattes.
La probertite a été découverte dans la mine Baker, située dans le gisement de borate Kramer à Boron, dans le Comté de Kern en Californie. Son nom rend hommage à Frank Holman Probert (1876-1940), un minéralogiste et universitaire américain qui en a fourni les premiers spécimens. L'IMA lui a attribué le symbole Pbr.

## Structure
Le minéral peut également être sphérulitique, formant des agrégats résistants et réticulé de manière compacte. La probertite est principalement trouvée sous forme d'agrégats compacts, mais des monocristaux sont parfois observés, bien que plus rares. Ils sont généralement aciculaires, allongés, et aplatis sur les faces {100} et {110}. Les faces des cristaux sont souvent striées [001] et arrondies.
La structure cristalline de la probertite est monoclinique et repose sur l'ion polyatomique pentaborate, ayant une topologie 5(2Δ + 3T). Cette structure comprend des tétraèdres porteurs de bore qui partagent des atomes d'oxygène, ainsi que des groupes triangulaires porteurs de bore. Les polyanions de la probertite sont composés de cinq composants géométriques différents : BO3, BO2(OH), BO4, BO3(OH), et BO2(OH)2. Ces polyanions se rejoignent pour former des chaînes parallèles sur {100}. Le calcium forme des agrégats comprenant des polyèdres déformés de Ca, CaO5(OH)3(OH2), tandis que le sodium existe sous forme de polyèdres NaO(OH)2(OH2)3, qui sont reliés via le partage de bords. Des liaisons hydrogène sont également présentes dans la structure cristalline.

## Environnement et gisements
La probertite est principalement liée à des dépôts lacustres, comme le bassin d'Emet en Turquie, et se trouve généralement associée à d'autres borates tels que l'ulexite, la kernite, la colémanite et le borax, mais aussi la glaubérite et l'halite. 
Au niveau mondial, on répertorie 34 gisements de probertite, principalement en Amérique du Nord.
Notons que la probertite et la kramerite décrites la même année par Arthur S. Eakle et Waldemar T. Schaller, respectivement, se sont révélées être le même minéral. Kramerite est donc un synonyme.

## Perspectives
L'effet électronique d'un réseau de liaisons hydrogène complexe dans la structure de la probertite est envisagé pour diverses applications.

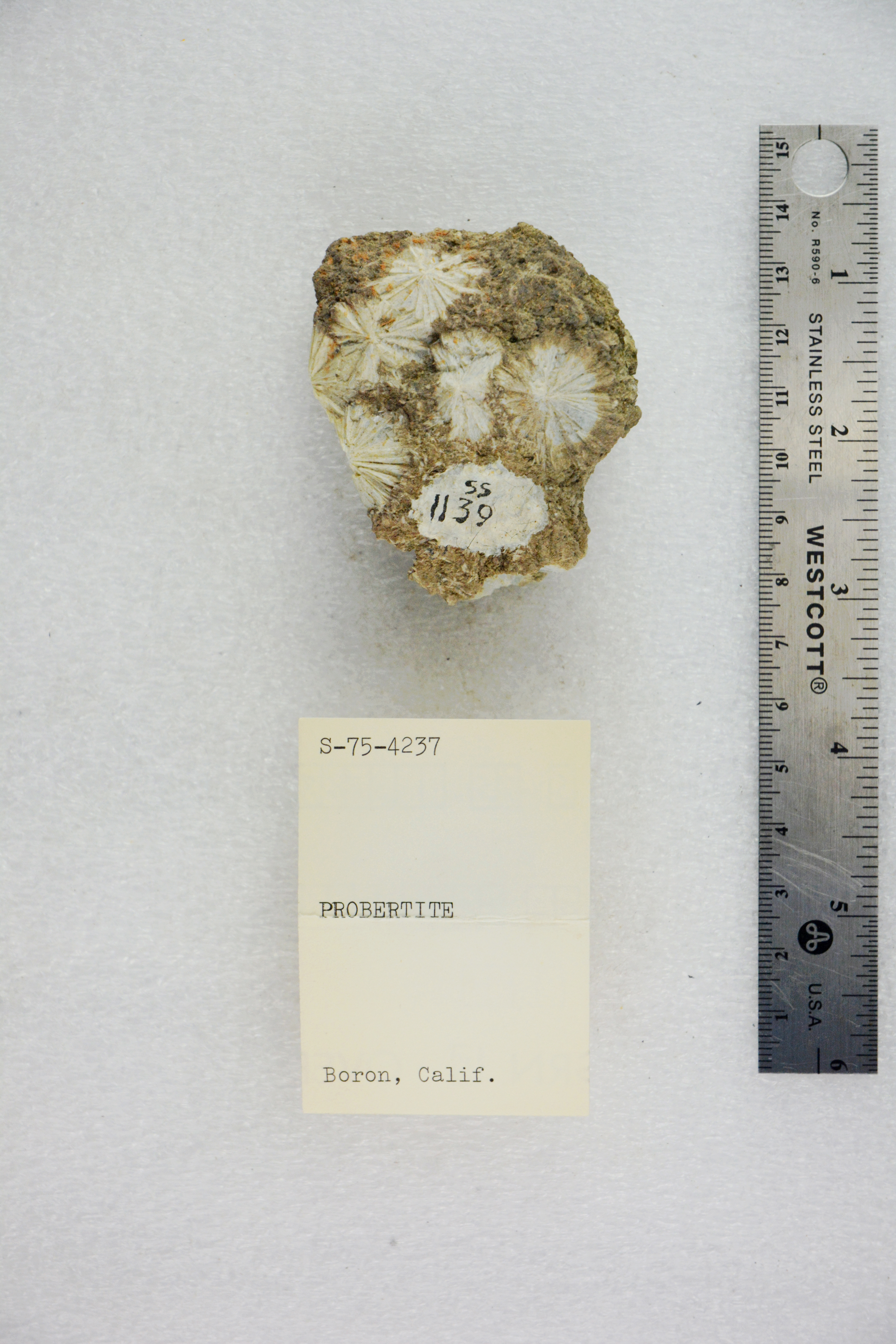